# Франц ван Босвіт
Франц ван Босвіт (англ. Francis Van Bossuit 1635—1692) — нідерландський скульптор доби бароко, майстер різьби по слоновій кістці.

## Життєпис
Народився в місті Брюссель. Початкову художню освіту отримав в рідному місті й продовжив в Антверпені. Вже мав статус майстра, коли створив подорож до Італії на стажування та удосконалення майстерності. Перебував в Італії в 1655-1660 роках. Працював у Флоренції, а згодом в місті Модена, де були створені його ранні рельєфи серед тих, що відомі. Під час перебування в Римі був членом товариства «Перелітні птахи». В Римі створив декілька копій уславлений античних скульптур.
1685 року разом із художником Бонавентурою ван Овербеком емігрував у Голландію. Працював в Амстердамі, 1686 року тут був створений портрет-медальйон із зображенням «Вільгельма III Оранського».
Малюнки та дизайнерські проєкти (близько ста зразків)Франца ван Босвіта були переведені в гравюри і оприлюднені 1727 року, що обумовило появу великої кількості копій чи творів за його дизайном іншими митцями 17 та 18 століть. Існує ціла низка творів, виконаних в його стилістиці.
Помер в Амстердамі 1692 року.

## Вибрані твори
Збереглася невелика кількість творів скульптора, позаяк його сферою були рельєфи зі слонової кістки, котрі могли дозволити собі представники аристократичних кіл чи значні новітні багатії. Вироби зі слонової кістки й тонка робота дорівнювали їх до творів екзотичних, практично до творів ювелірства. Працював також з деревиною та в теракоті. Серед творів скульптора переважали міфологічні чи біблійні сюжети. Часті вимушені переїзди майстра не сприяли появі постійної клієнтури замовників. Частка творів скульптора втрачена ще до початку 20 ст.
- «Марс», слонова кістка, висота 44 см, 1680, Державний музей, Амстердам
- «Венера», слонова кістка, висота 44 см (?), 1680 (?), втрачена, відома за спогадами
- Штатгальтер «Вільгельм III Орнський», майбутній король Англії, портрет-медальйон, 1686, Державний музей, Амстердам
- «Лот і його доньки», барельєф, слонова кістка, 14,1×22,6×2,8 см
- «Лот і його доньки», барельєф, слонова кістка, 11×21 см, колекція Ротшильда
- «Венера та Адоніс», рельєф, слонова кістка, 18,1×12,5 см, бл. 1680, Державний музей, Амстердам
- «Сусанна і старці», рельєф, слонова кістка, 35×23 см, Музей Гетті, Брентвуде (Лос-Анджелес), Каліфорнія, США
- «Юдиф з головою Олоферна», рельєф, слонова кістка, 14,7×19 см, приватна. збірка
- «Агар з сином Ізмаїлом та Янглом», барельєф, слонова кістка, 13,5×22,5 см, приватна. збірка
- «Покладання Христа у гріб», рельєф, слонова кістка
- «Св. Себастьян», кабінетна скульптура, слонова кістка
- «Алегорія весни», різні варіанти, рельєф

## Галерея

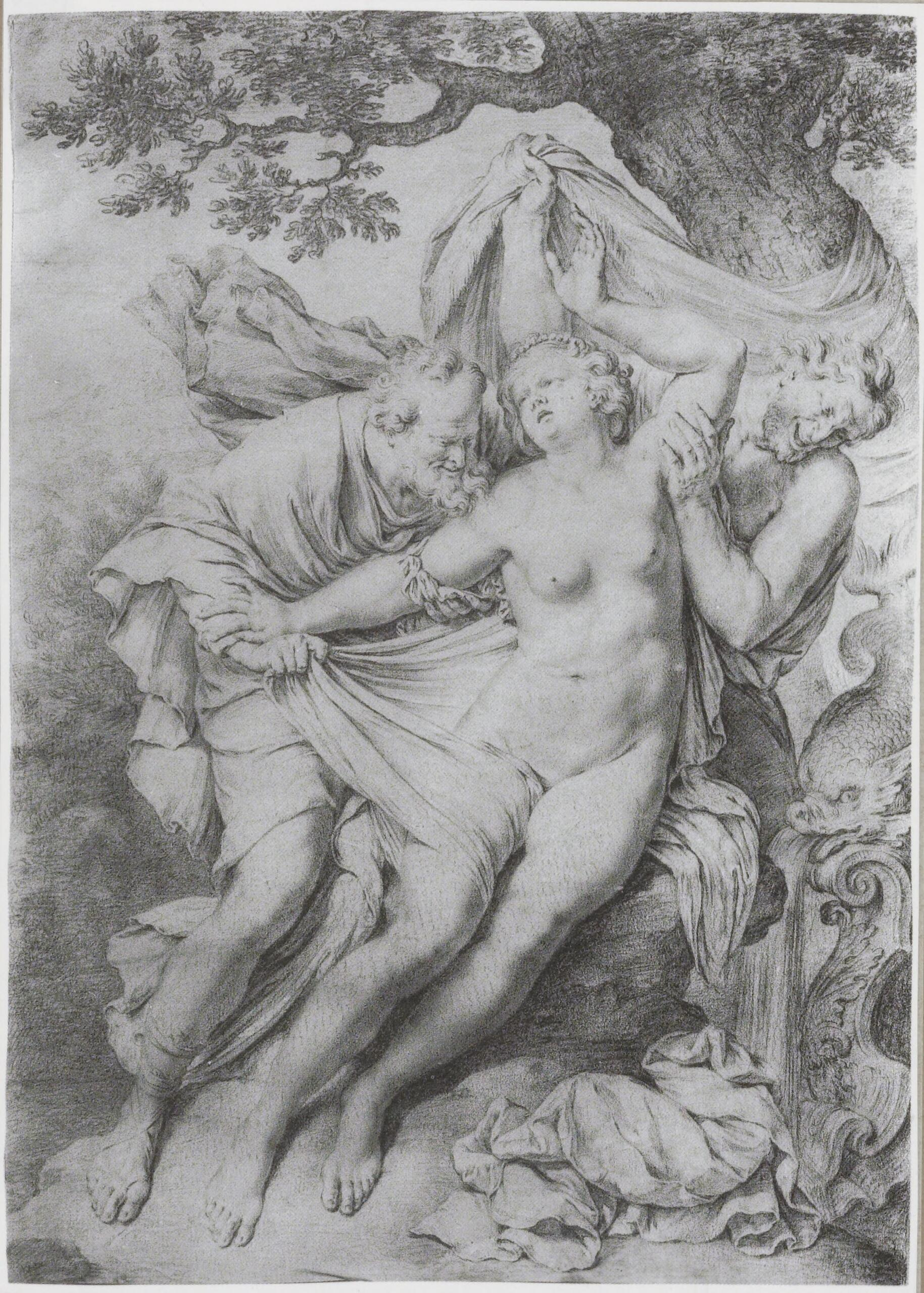
«Сусанна і старці», малюнок-копія з рельєфу Босвіта роботи Віллема ван Міріса
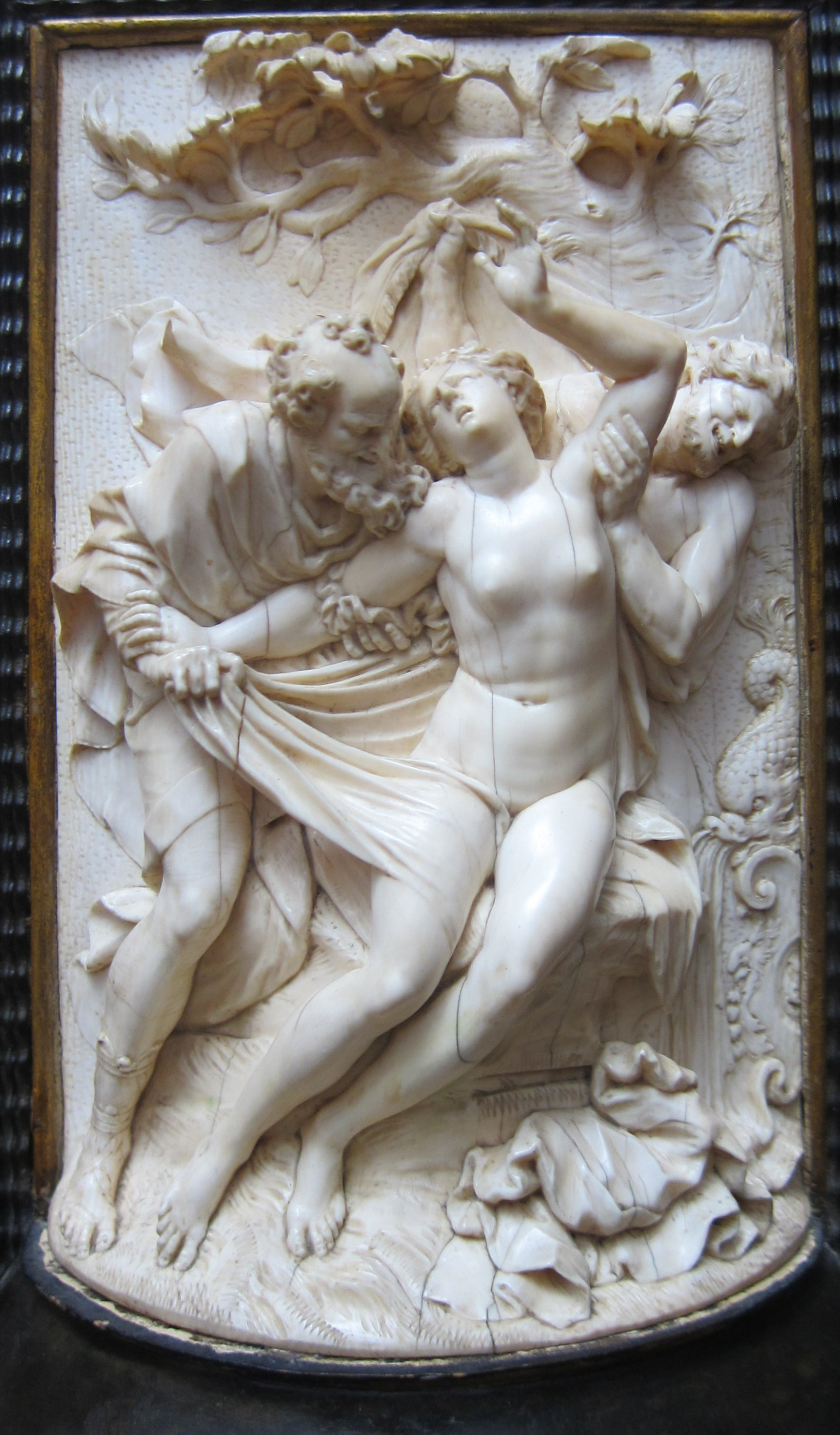
«Сусанна і старці» , рельєф, слонова кістка, 35 × 23 см, Музей Гетті, США